# Flugplatz Mobaye

i7
i11
i13
Der Flugplatz Mobaye (französisch Aérodrome de Mobaye, ICAO-Code: FEFE) ist der Flugplatz von Mobaye, einer Kleinstadt in der Präfektur Basse-Kotto im Süden der Zentralafrikanischen Republik.
Der Flugplatz liegt einige Kilometer westlich der Stadt auf einer Höhe von 406 Metern etwas nördlich des Ubangi, der der Grenzfluss zur Demokratischen Republik Kongo ist. Seine Start- und Landebahn ist unbefestigt und verfügt nicht über eine Befeuerung. Der Flugplatz kann nur tagsüber und nur nach Sichtflugregeln angeflogen werden. Er verfügt nicht über reguläre Passagierverbindungen.